# Roumiana Bǎtchvarova
Roumiana Guentcheva Bǎtchvarova (en bulgare : Румяна Генчева Бъчварова), née le 13 mars 1959 à Chipka, est une femme d'État bulgare membre des Citoyens pour le développement européen de la Bulgarie (GERB). Elle est vice-Première ministre entre 2014 et 2017 et ministre de l'Intérieur entre 2015 et 2017.

## Biographie

### Vie politique
Membre des GERB depuis 2009, elle est nommée vice-Première ministre, chargée des Politiques de la coalition et de l'Administration publique, dans le gouvernement de coalition centriste du Premier ministre conservateur Boïko Borissov, le 7 novembre 2014. Le 11 mars 2015, elle devient également ministre de l'Intérieur, en remplacement de Vesselin Voutchkov.